# リッジレーサー2
『リッジレーサー2』(RIDGE RACER 2)は、ナムコ（後のバンダイナムコエンターテインメント）のアーケード用レースゲーム。1994年6月にアーケードで登場したリッジレーサーのバージョンアップ作でありリッジレーサーシリーズの2作目。
通信対戦が可能となり、それに伴い、新しい筺体のバリエーションとして、2台（シート）で1セットの「TWIN」筺体も製造、発売された。部材は後に発売される『エースドライバー』や『レイブレーサー』への換装も可能でシートなどで形状の共通化が図られている。筐体同士を接続・連結することにより最大8人までの対戦が可能（TWINなら4台、SD・DXなら8台まで連結可能）。また、これまでのSD・DX筐体用にもPCB、コンパネ、看板などの化粧部材のセットであるコンバージョンキットがロケーション向けに用意されている。

## 前作からの変更点
- 前項にある通り、シリーズで初めて二席分以上の筐体を用いた通信対戦に対応。二席分以上接続されている場合は一席にでもコインを投入して始めた場合、コイン投入から指定された制限時間の間はその始めた席がエントリー待ち画面に、同時に他の接続された席も全てエントリー受付画面になる。続編の『レイブレーサー』とは異なり、1人プレイか2人プレイを最初に選択するなどによる乱入拒否機能はない。
- 挙動をよりドリフトしやすく、速度低下を減らした。故に前作よりダイナミックな攻めができたり、コーナーの進行方向とは逆方向にドリフトし、そのまま360°ターンしつつ抜けるというアクロバティックな走行も可能である（初代では180°の時点でドリフトが強制終了する）。
- メーターの針を太く、オレンジ色となり見やすくした。
- コース序盤トンネル内右側に置かれていたカラーコーンがなくなった（ver.Bではカラーコーンがある）。
- コースレコードの表示もコース序盤・終盤のみとなった。
- 敵車追突時の減速が大幅に減った。
- 残りタイムなどの文字の変更。
- 敵車をブロックしやすくするため、バックミラーの導入を行った。
- クラッチを踏まずにシフトチェンジした時に鳴っていたSEがなくなった。
- サービスモード設定により自車が選択されるようになったため、前作の自車であるF/A RACING以外も使用可能になった。ただしPlayStation版リッジレーサーとは異なり性能差は無い。
- レース中のBGMは新規に6曲、さらに「RIDGE RACER」を除く前作のBGM5曲を新たにリミックスして収録された（うち1曲の「RARE HERO 2」には同社のゲーム『ニューラリーX』のBGMがミックスに用いられている）。「RIDGE RACER」はレース中のBGMとしてこそ収録されていないものの、本作のウイニングランBGMにリミックス版として流れる。この11曲と「RIDGE RACER」のリミックス版は後の『リッジレーサーレボリューション』にも採用される（前者11曲がレース中BGM、後者がEXTRAコースのエンディング曲）。また、これらの全11曲とは別に、BGM皆無の「NO TRACK」（いわゆるミュート）も追加された。なお、リッジシリーズでミュートを採用したタイトルは本作が初。
- レース中のボイスの種類が増えた。

## ゲームの流れ
基本的に前作と変わらない。
- ギア選択とコース選択の順番が逆（レイブレーサーまで引き継がれる）。
- 前作同様、視点変更は不可能。反力ステアリングも未搭載。
視点変更がないのは、当時競合していたセガ（後のセガ・インタラクティブ）が、筐体に視点変更ボタンを実装するデザインを実用新案として申請中だったためだと思われる（筐体の構造で特許や実用新案を取得するのは、セガ以外のメーカーも同様だが、当時のセガは、1992年にサブマリン特許による訴訟に敗訴し、莫大な和解金を支払うはめになったために、とりあえずの防御策として、非常に細かい部分まで可能な限りの特許や実用新案を申請する方針に転換していた）。
反力ステアリング機構が未搭載な点に関しても、上記の視点変更の特許出願の件もありほぼ同様の理由でセガ側に配慮したためとされている。

## 登場車種
今作では以下の8車種が使用可能。筐体により使用できる車種が決まっており、プレイヤーが任意に車種を選択することはできない。全車性能は同じで、エンジンは8000rpmがレッドゾーン開始、トルクの限界は10000rpm。トルクは5000 - 6000rpmがピーク、6000rpm以上はトルクが細くなるため、10000rpmまで使うとロスになる。
- #1 RT BLUE RIDGE RACER
前作の#2 RT BLUE RIDGE RACER （PS版の#12 RT BLUE SOLVALOU）。通常のレースでは敵車のこのマシンが2位で走っていることが多い。レース時のコース図上では青で表示される。
- #2 RT GAPLUS YELLOW
前作の#77 RT GAPLUS YELLOW（PS版に登場した#17 RT XEVIOUS GREENの色違い）。レース時のコース図上では黄色で表示される。
- #3 F/A RACING RED
前作の#76 F/A RACING（PS版の#3 F/A RACING）。前作に引き続き主役マシンとなっている。自車がこのマシン以外である場合は、敵車として登場することも無い。レース時のコース図上では赤で表示される。
カーナンバーの「#3」はそのままPS版に引き継がれる。
- #4 RT HOEHOE GREEN
前作の#35 RT HOEHOE（PS版の#4 RT RYUKYU）であるが、カラーリングが黄緑と白の2色に変更されている。レース時のコース図上では黄緑で表示される。カーナンバーの「#4」はそのままPS版に引き継がれる。
- #5 RT RACING BLUE
前作の #25 RT RACING。前作から引き続き登場しているが、PS版では登場していない。レース時のコース図上では青で表示される。
- #6 RT YELLOW CYBER SLED
前作の #9 RT YELLOW CYBER SLED（PS版の#2 RT YELLOW SOLVALOU）であり、前作同様にライバルカーである。レース時のコース図上では黄色で表示される。前作よりもスピードが速くなっており、敵としての強さは前作以上。
- #7 RT RALLY-X RED
前作の#1 RT RALLY-X RED（PS版の#7 RT XEVIOUS RED）。レース時のコース図上では赤で表示される。カーナンバーの「#7」はそのままPS版に引き継がれる。
- #8 RT PROJECT DRAGOON GREEN
前作の#5 RT PROJECT DRAGOON（PS版の#18 RT BOSCONIAN）であるが、ボディの大半がダークグリーンとなった。（カラーリングがダークグリーンとなった本マシンを使用できるのは、今作『リッジレーサー2』のみ。）レース時のコース図上では緑色で表示される。

また、以下の4台のマシンは前作に引き続き敵車としてのみ登場する（自車としては使用できない）。使用可能の上記8台と違い、デザインやカラーリングの変更、カーナンバーの変更は一切無し。敵車の台数の設定によっては、同一車種が複数台登場することもある。
- #29 RT PINK MAPPY
前作に引き続き敵車として登場（PS版の#15 RT PINK MAPPYに該当）。
- #49 RT DIG DUG
前作に引き続き敵車として登場（PS版の#16 GALAGA RT PLID'Sに該当）。
- #54 RT BLUE MAPPY
前作に引き続き敵車として登場（PS版の#5 RT BLUE MAPPYに該当）。
- #62 RT DIG DUG2
前作に引き続き敵車として登場（PS版の#6 GALAGA RT CARROTに該当。）

## BGM
DISC.2の曲を選択したいときはブレーキを踏みながら選曲する。
- DISC.1-1：DRIVE U 2 DANCING / 佐宗綾子
- DISC.1-2：GRIP / 佐野信義
- DISC.1-3：OVER THE HIGHWAY / 細江慎治
- DISC.1-4：...DAT DAN DAY...A / 細江慎治
- DISC.1-5：LORDS OF TECHNO / 佐宗綾子
- DISC.1-6：MAXIMUM ZONE / 相原隆行

- DISC.2-1：RARE HERO 2 / 佐野信義
- DISC.2-2：FEELING OVER REMIX / 佐宗綾子
- DISC.2-3：ROTTERDAM NATION 94 / 細江慎治
- DISC.2-4：SPEEDSTER OVERHEAT / 細江慎治
- DISC.2-5：RHYTHM SHIFT REMIX / 細江慎治
- DISC.2-6：NO TRACK（いわゆるミュート）

## 備考
- 『リッジレーサーズ2』は、日本国外で『リッジレーサー2』という名で発売されている。
- 本作が発売した年の翌年に、シリーズ続編である『レイブレーサー』が登場、それに伴い本作の筐体向けの、基板上のROMキットや筐体上の一部の装飾を換装するだけで稼働できるコンバージョンキットも発売された。そして『リッジレーサー2』の大半は『レイブレーサー』にコンバート（換装）されたため、本作はかなり希少なタイトルとなっている。
- 新たにバックミラーが導入されたが、基板が処理できるポリゴン数の上限は変わらないため、処理能力の帳尻を合わせるために、シーン全体のモデルのポリゴンが若干削減されている。その影響として、以下のような変更点がある。
  - 前作と異なり、ドリフト時にタイヤ痕が路面に残らない（家庭用の『リッジレーサーV』まで続く）。
  - ビーチのシケインを通過してバックミラーを見ると、砂のテクスチャが1車線以上覆うように大幅にはみ出していて、地形が崩れたような状態になっている（直接見ても微妙にはみ出ている）。これは、レイブレーサーのRIDGE RACER SHORT・RIDGE RACER LONGコースでも同様。
- 本作ではレース中のボイスを増やすのにBGM用の音ネタを減らしてメモリを空けるよう指示が出て、最後は作曲者間でサンプリングメモリの奪い合いになったという逸話がある。
- 本作品の走行シーンを収録したLDソフトが発売された。このソフトに収録されているBGMは専用にリミックスされており、後に『リッジレーザー』としてCD発売された。
- 本作ではセガAM2研の「ヤシの実ロゴ」に対抗した「R.R.Projectロゴ」が作成された。ロケテスト前に没にされたが、その後上述のLDソフトのインナー用CGで使用された。
- 通信対戦機能は同じゲームセンターの中のみであった（筐体間の距離制限があった模様）が、実験的に光回線でPC横浜とPC巣鴨の間を接続した通信対戦台が設置されたことがある。敵車が時々ワープするものの当たり判定はあるというものだったが、トラブルが多く、商品化には至らなかった。
- ゲームのROMがver.Aとver.Bが存在しており、ver.Bの方がver.Aより車がよく曲がる。また、ver.Aでは作中のBGMの一曲である「GRIP」を選んだ時のレース中序盤での表記が「GRID」と誤表記されていたが、ver.Bでは「GRIP」に訂正されている。